# Parque Nacional da Lagoa do Peixe

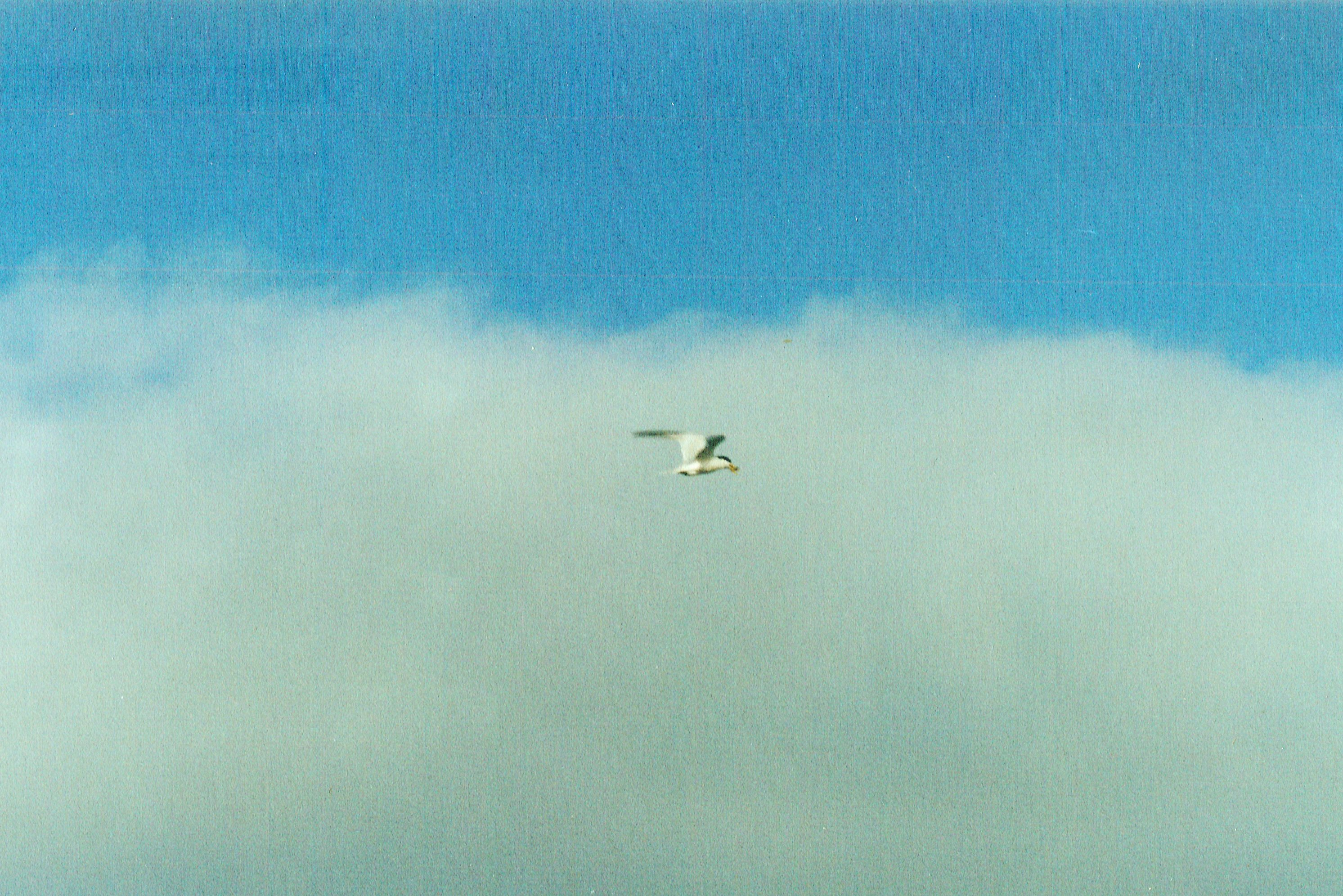
Andorinha Polar fotografada no Parque Nacional da Lagoa do Peixe em Agosto de 2003.

O Parque Nacional da Lagoa do Peixe está localizado no litoral sul do estado do RS, abrangendo os municípios de Tavares (80%), Mostardas (17%) e São José do Norte (3%). A unidade foi criada através do Decreto nº 93.546, emitido em 06 de novembro de 1986 (38 anos). Possui uma área de 36 722 ha e perímetro de 138,84 km (cálculo cartográfico). Atualmente é administrado pelo Instituto Chico Mendes de Conservação da Biodiversidade (ICMBio).
O acesso pelo norte é feito a partir de Porto Alegre, através da RS-040 até Capivari (90 km - estrada asfaltada); de Capivari do Sul, pela RST-101 até Mostardas (120 km - estrada asfaltada), onde se localiza a sede administrativa do Parque, na Praça Prefeito Luiz Martins, nº 30. Daí aos limites da unidade são mais 25 km. As cidades mais próximas do PARNA são Tavares e Mostardas, que distam da capital do estado, Porto Alegre, 230 e 200 km, respectivamente.

## Clima
O clima é subtropical úmido, apresentando temperatura média de 16,5°C e precipitações médias anuais de 1.186 mm.

## Fauna e flora
A Lagoa do Peixe - tecnicamente uma laguna, pois tem um canal de comunicação com o mar durante a maior parte do ano - é abrigo para grandes concentrações de aves migratórias do Hemisfério Norte (no verão) e Sul (no inverno), dentre elas capororocas (Coscoroba coscoroba), flamingos (Phoenicopterus ruber), biguás, maçaricos-de-peito-vermelho, gaivotas, talha-mares, pirus-pirus, trinta-réis, maçaricos e o cisne-de-pescoço-preto (Cygnus melancoryphus).

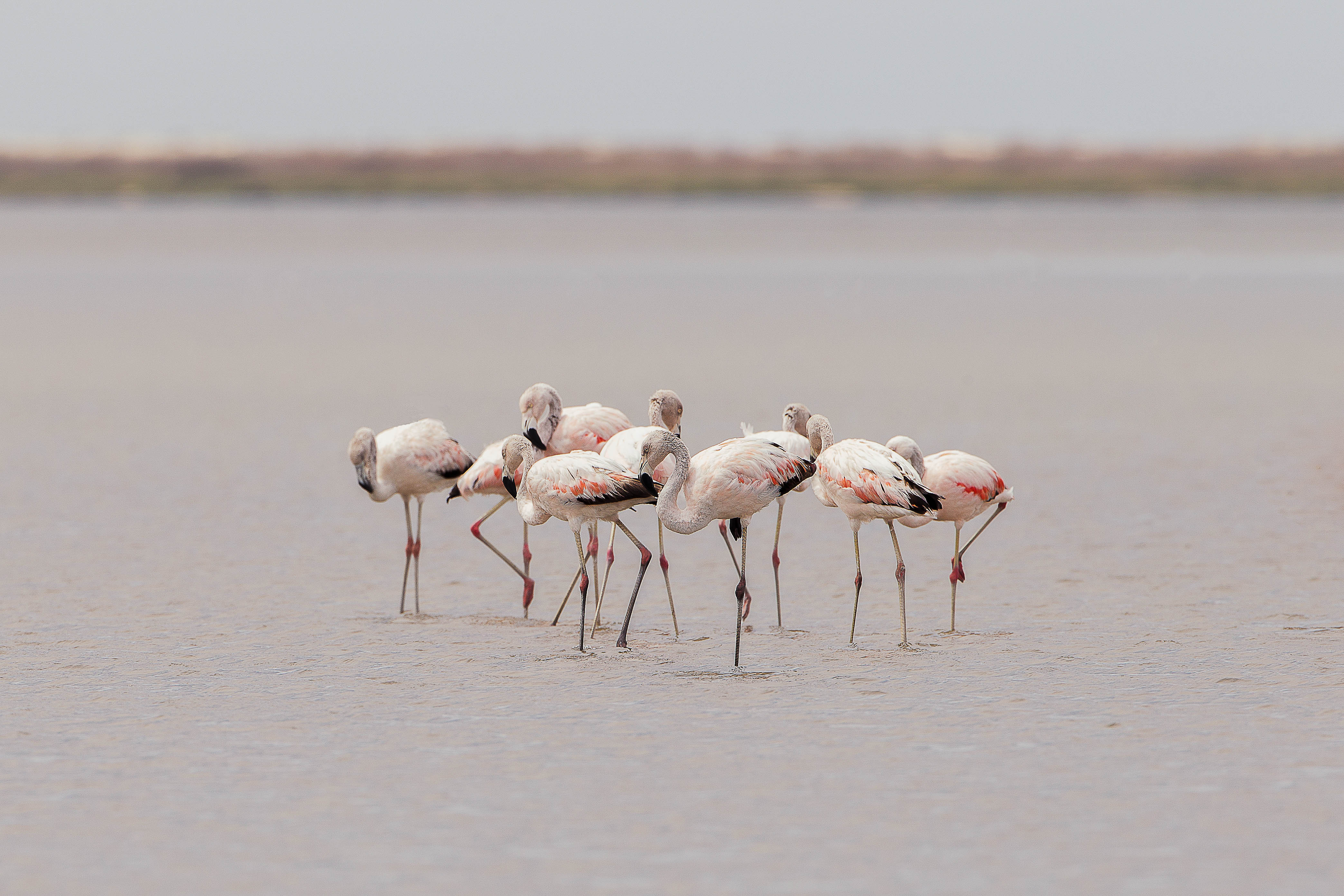
Flamingos no Parque Nacional da Lagoa do Peixe

Dentre os mamíferos podem ser avistados graxains, tatus, pequenos roedores e, entre os meses de julho e outubro, a baleia franca migrando para Santa Catarina.
Trazidos pelas correntes marinhas, não é raro se encontrar nas areias da praia tartarugas marinhas, pinguins e mesmo lobos-marinhos, conforme a época do ano. A Mata de Restinga, os banhados e as dunas completam as atrações da unidade.

## Atrações
O Parque não dispõe de infraestrutura de visitação e é proibido acampar em sua área. Muito interessante é o passeio pela orla do mar ou da Laguna dos Patos, nas proximidades do parque, onde podem ser encontrados vestígios de diversos naufrágios e faróis que registram o grande perigo para os navegantes nesta parte do Rio Grande do Sul. Dentre eles destacam-se o Farol de Mostardas e o Farol da Solidão na orla do Atlântico, e o Farol Cristóvão Pereira e o Farol Capão da Marca, às margens da Laguna dos Patos.

### Lagoa do Peixe
A Lagoa do Peixe está situada no litoral sul do estado do Rio Grande do Sul, no istmo formado pela Laguna dos Patos e o Oceano Atlântico, no território do município de Tavares, com seus extremos em 31º26' S, 51º10' W e 31º14'S, 50º54'W. Tecnicamente uma laguna, – pois tem um canal de comunicação com o mar durante a maior parte do ano – o espelho d'água de 35 km de extensão é ponto de encontro e verdadeiro "restaurante" para grandes concentrações de aves migratórias do hemisfério Norte (no verão) e Sul (no inverno), dentre elas as capororocas (Coscoroba coscoroba), os flamingos (Phoenicopterus ruber), os biguás, os maçaricos-de-peito-vermelho, as gaivotas, os talha-mares, os pirus-pirus, os trinta-réis, os maçaricos e o cisne-de-pescoço-preto (Cygnus melancoryphus). Dentre os mamíferos podem ser avistados graxains, tatus e pequenos roedores.
Não só as aves se alimentam dos frutos da lagoa, também os pescadores da região praticam a pesca do camarão-rosa (Farfantepenaeus paulensis), na época da safra, com licenças de pesca concedidas pelo IBAMA.

## Impacto de Mudanças Climaticas no Parque Nacional Lagoa do Peixe
Devido às mudanças climáticas, o Parque Nacional da Lagoa do Peixe está sofrendo com severas secas. A Lagoa do Peixe localizada neste parque secou até 90%. Em consequência às mudanças climáticas, a área teve muito tempo seco e recebeu poucas chuvas. Como houve pouca precipitação durante muitos anos pela área, o nível da água da lagoa diminuiu significativamente, criando grandes secas no parque. Quantidades excessivas de vegetação do parque secaram e foram danificadas porque não foram regadas por muito tempo. Os animais que vivem neste ecossistema correm alto risco de perder os seus habitats naturais, resultando em perdas incalculáveis de biodiversidade na região.